# Mirandea grisea
Mirandea grisea är en akantusväxtart som beskrevs av Rzedowski. Mirandea grisea ingår i släktet Mirandea och familjen akantusväxter. Inga underarter finns listade i Catalogue of Life.